# Phreatia dulcis
Phreatia dulcis är en orkidéart som beskrevs av Johannes Jacobus Smith. Phreatia dulcis ingår i släktet Phreatia och familjen orkidéer. Inga underarter finns listade i Catalogue of Life.